# Nieuwe of Littéraire Sociëteit De Witte

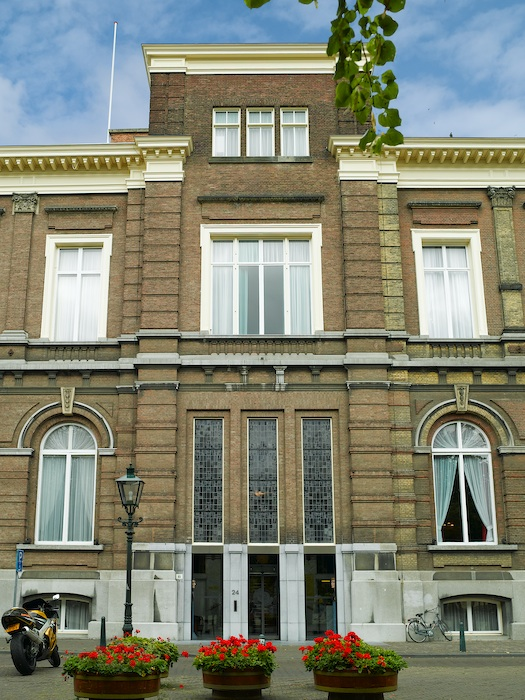
Sociëteit De Witte

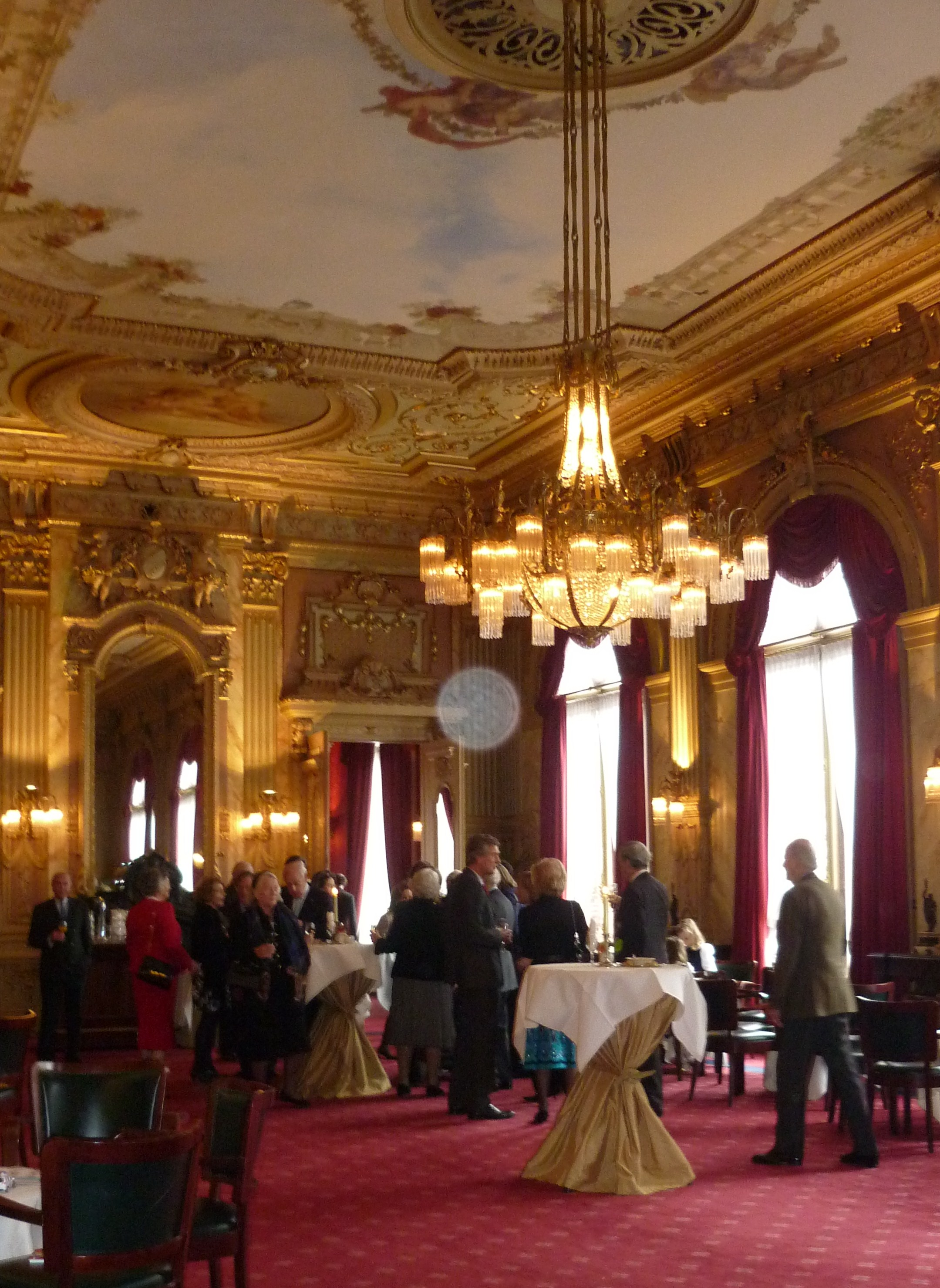
Oude Conversatie Zaal

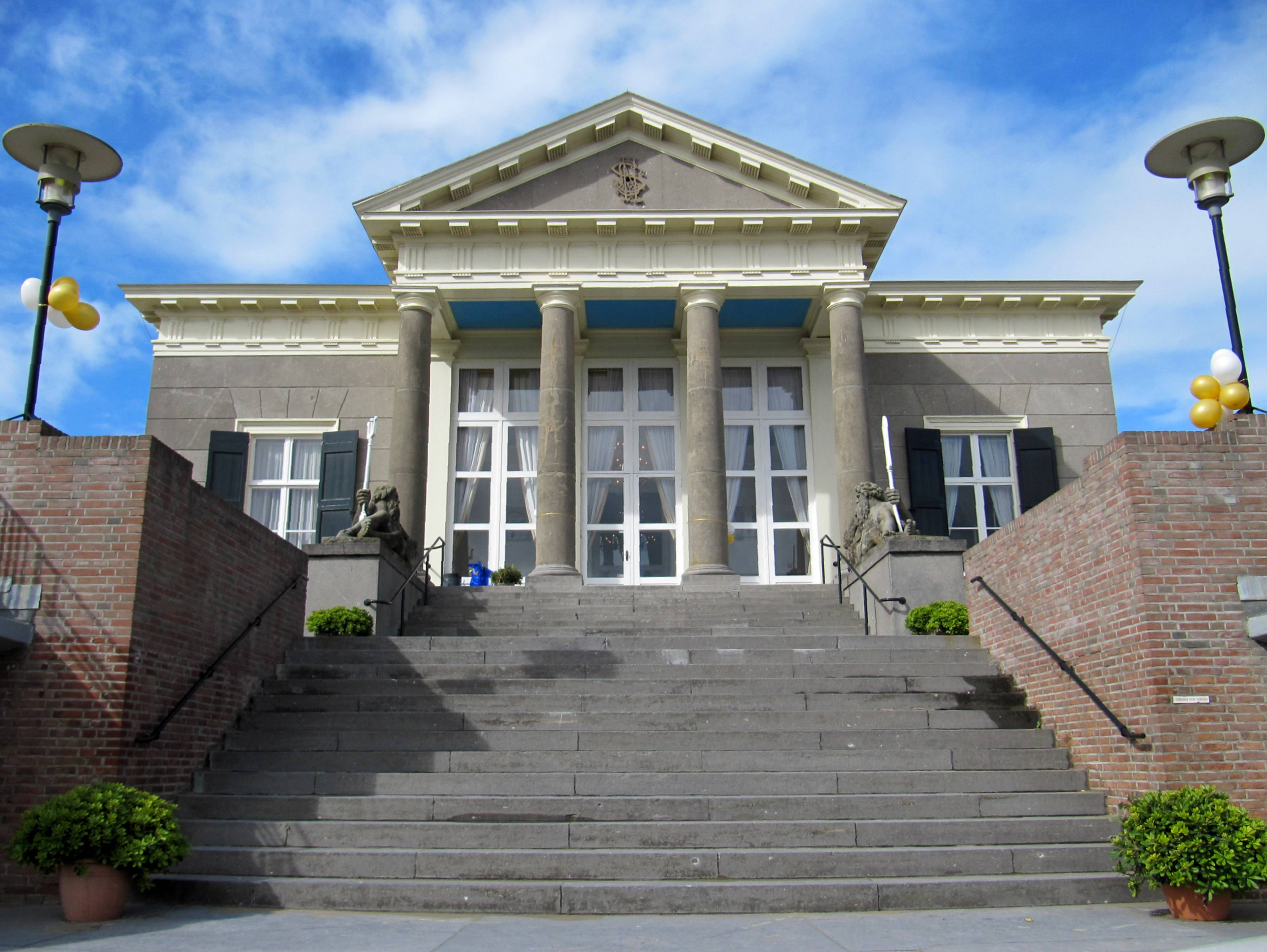
Paviljoen De Witte aan de Pellenaerstraat in Scheveningen

De Nieuwe of Littéraire Sociëteit De Witte is een op 1 september 1782 opgerichte vereniging en gelijknamig gebouw in Den Haag.

## Geschiedenis
De naam is ontleend aan het oorspronkelijk witte gebouw aan de noordzijde van het Plein. De sociëteit werd gesticht door 114 overwegend jonge notabelen als een vereniging voor gezellig verkeer en 'geoorloofde uithuizigheid' op de benedenverdieping van een koffiehuis. Nieuw, omdat het om een nieuwe Haagse sociëteit ging. Littérair als voorwendsel om te ontkomen aan de beperkingen die in de Franse tijd bestonden ten aanzien van verenigingen.
De doelstelling van de Sociëteit is statutair 'het bevorderen van het onderling verkeer harer leden en de beoefening door haar leden van de letterkunde, de schone kunsten, geschiedkunde en andere wetenschappen'.
De bibliotheek werd gesticht in 1855 en groeide in de loop der jaren uit tot een van de grootste private bibliotheken van Den Haag. Er werden allerlei 'tafels' (disputen) met een bepaalde culturele inslag opgericht.
Sinds eind jaren negentig is het ledental van De Witte sterk toegenomen. In 2014 waren er ongeveer 3300 leden, waaronder veel jongeren. De Witte is als een traditionele herensociëteit begonnen, maar sedert mei 1998 kunnen dames ook een volledig lidmaatschap met stemrecht verkrijgen. Het ledenbestand van De Witte is voornamelijk afkomstig uit de ambtenarij, het bedrijfsleven, de vrije beroepen, de universitaire en militaire wereld, de diplomatieke dienst, internationale organisaties en vestigingen van buitenlandse bedrijven in Den Haag.

## Het sociëteitsgebouw
Op 13 maart 1870 werd een noodgebouw op het Plein geopend waarin de sociëteitsleden hun activiteiten konden verrichten en waarin de drank en een deel van de inboedel opgeslagen werden. Het oude 'witte' sociëteitsgebouw aan het Plein werd gesloopt.
Op 3 mei 1870 werd de eerste steen gelegd voor het nieuwe gebouw, een ontwerp van architect Cornelis Outshoorn. Op sommige dagen waren er ruim 100 werklui bezig, waardoor in één week 474.500 bakstenen gelegd konden worden. Reeds op 26 oktober 1870 werd het gebouw door koningin Sophie heropend en door de sociëteit betrokken, hoewel het binnenwerk nog niet klaar was. Het interieur van de grote conversatiezaal werd door W. Stortenbeker in neo-renaissancestijl vervaardigd.
Door de Haagse architect Johan Mutters werd een uitbreiding ontworpen die de gevel van Outshoorn kopieerde waardoor het gebouw symmetrisch werd. Het interieur van de nieuwe vleugel werd uitgevoerd in art nouveau. Een tweede uitbreiding kwam tot stand in 1930 waarbij het gebouw werd uitgebreid door Jo Limburg aan de kant van de hoek van de Vijverberg. Limburg ontwierp een ronde aanbouw en verwijderde het interieur van Mutters en richtte het gebouw in art-decostijl in. De hoekaanbouw is sinds 2014 in gebruik door het naastgelegen Mauritshuis voor tentoonstellingsruimte en faciliteiten via een ondergrondse verbinding. De verbinding met De Witte is in stand gebleven en kan voor gelegenheden worden heropend.
Van 1 september tot 1 juni huist de vereniging in haar sociëteitsgebouw aan het Plein in Den Haag. Van 1 juni tot 1 september komen de leden bijeen in Paviljoen De Witte aan het Scheveningse strand dat de sociëteit in 1918 verwierf, voorheen bekend als het Paviljoen Von Wied.

## Foto's sociëteitsgebouw

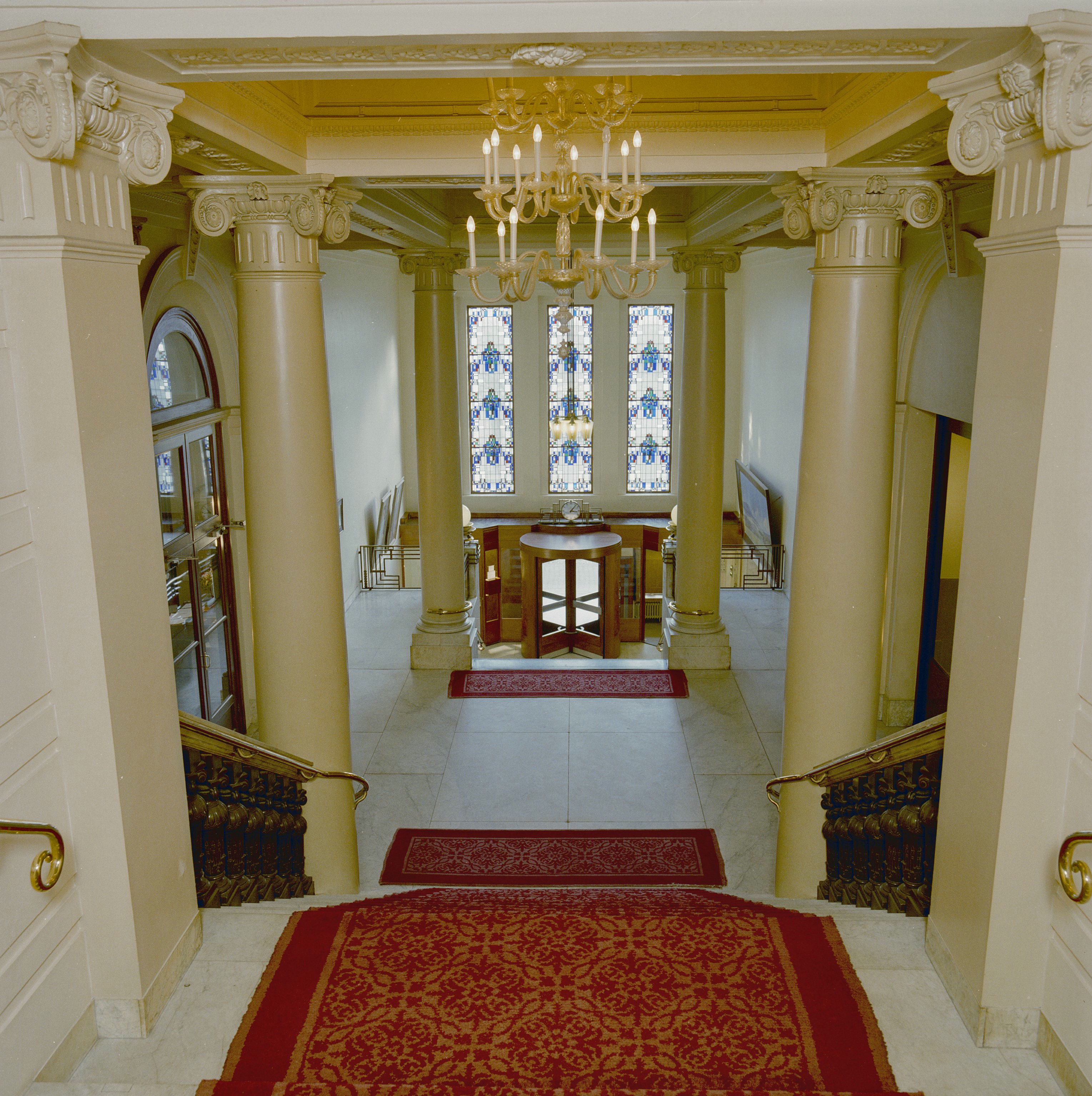
Trappenhuis
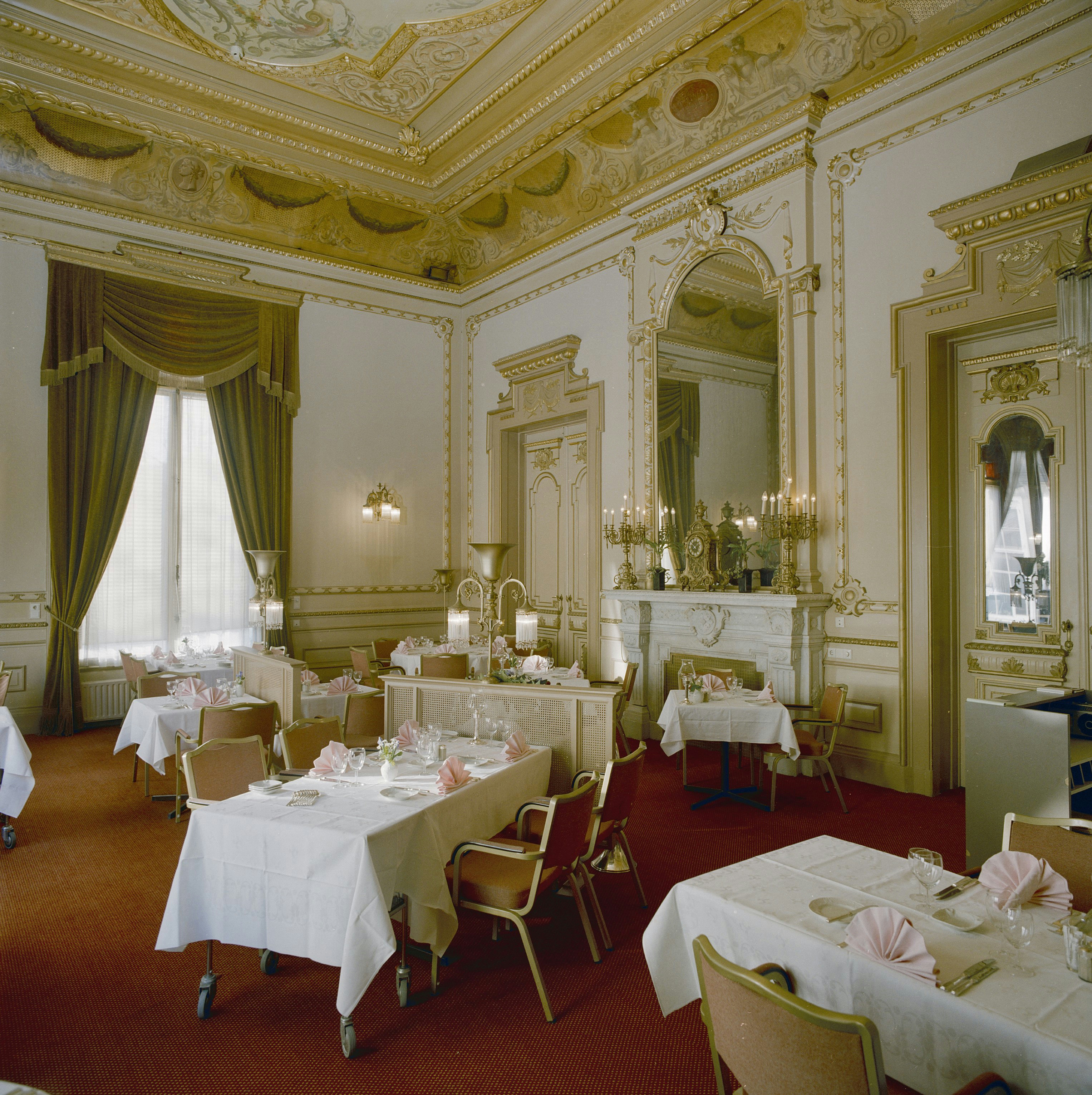
Restaurant beletage
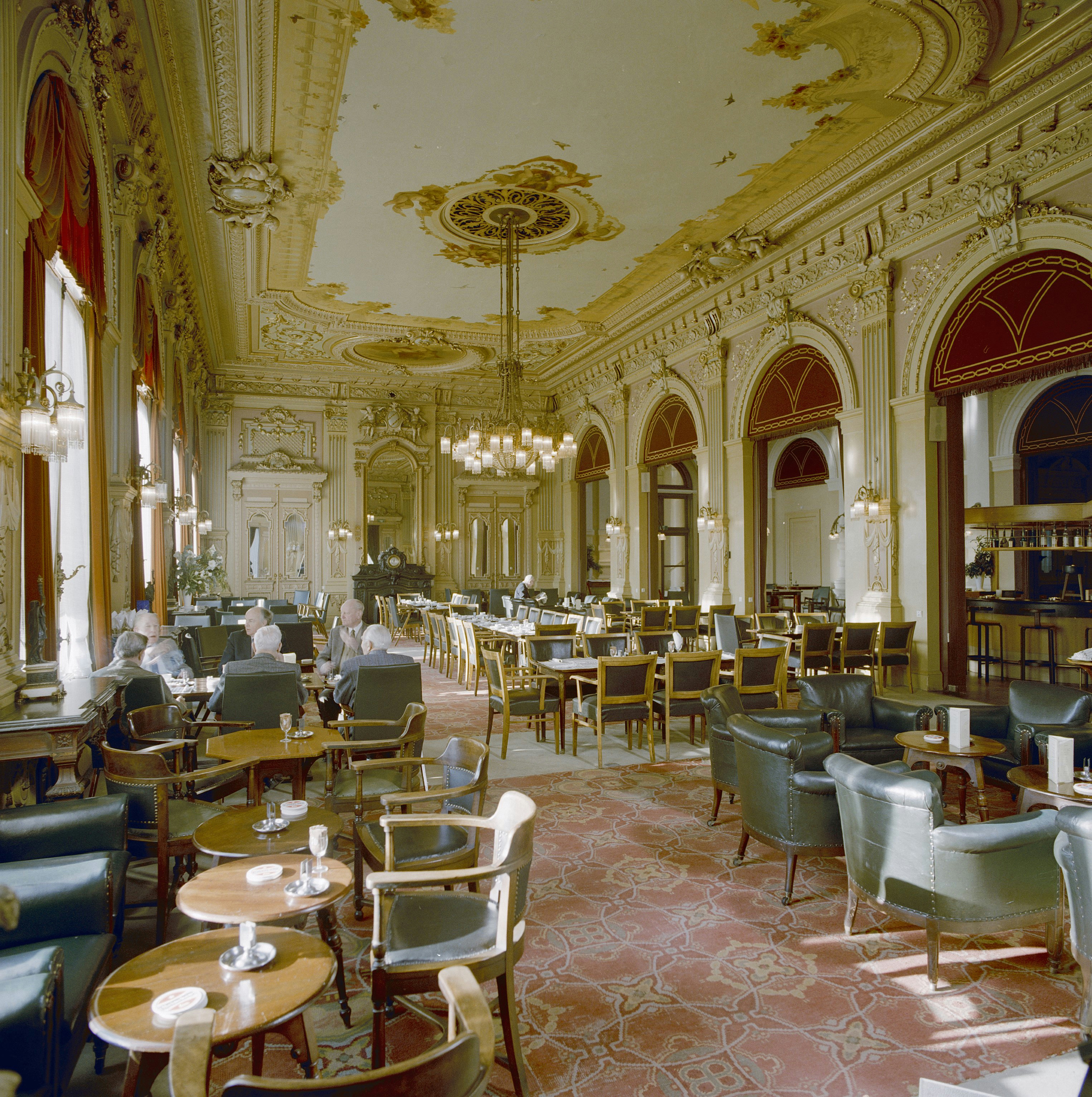
Oude Conversatie Zaal beletage
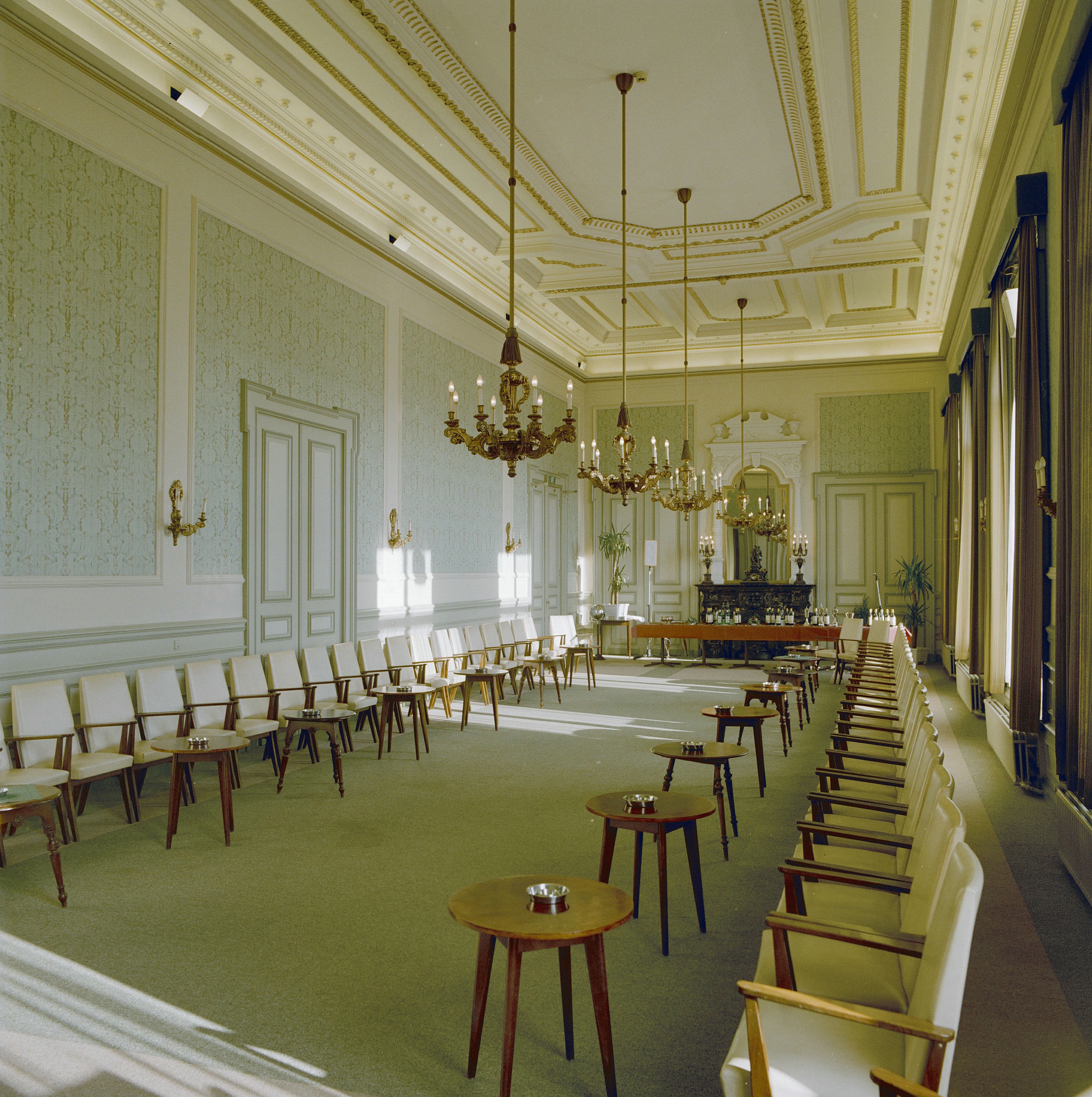
Groene zaal eerste verdieping
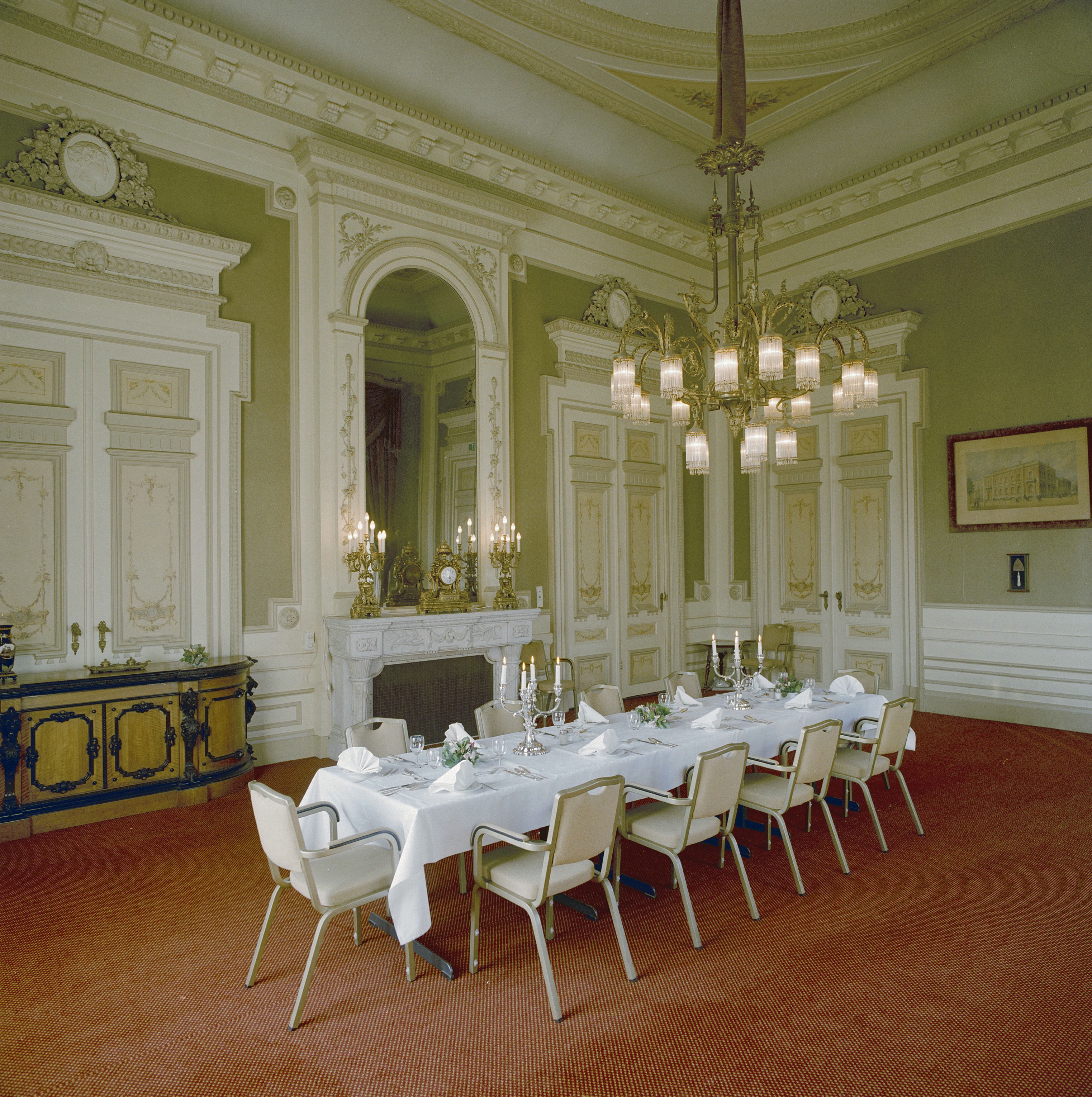
Commissarissen Kamer
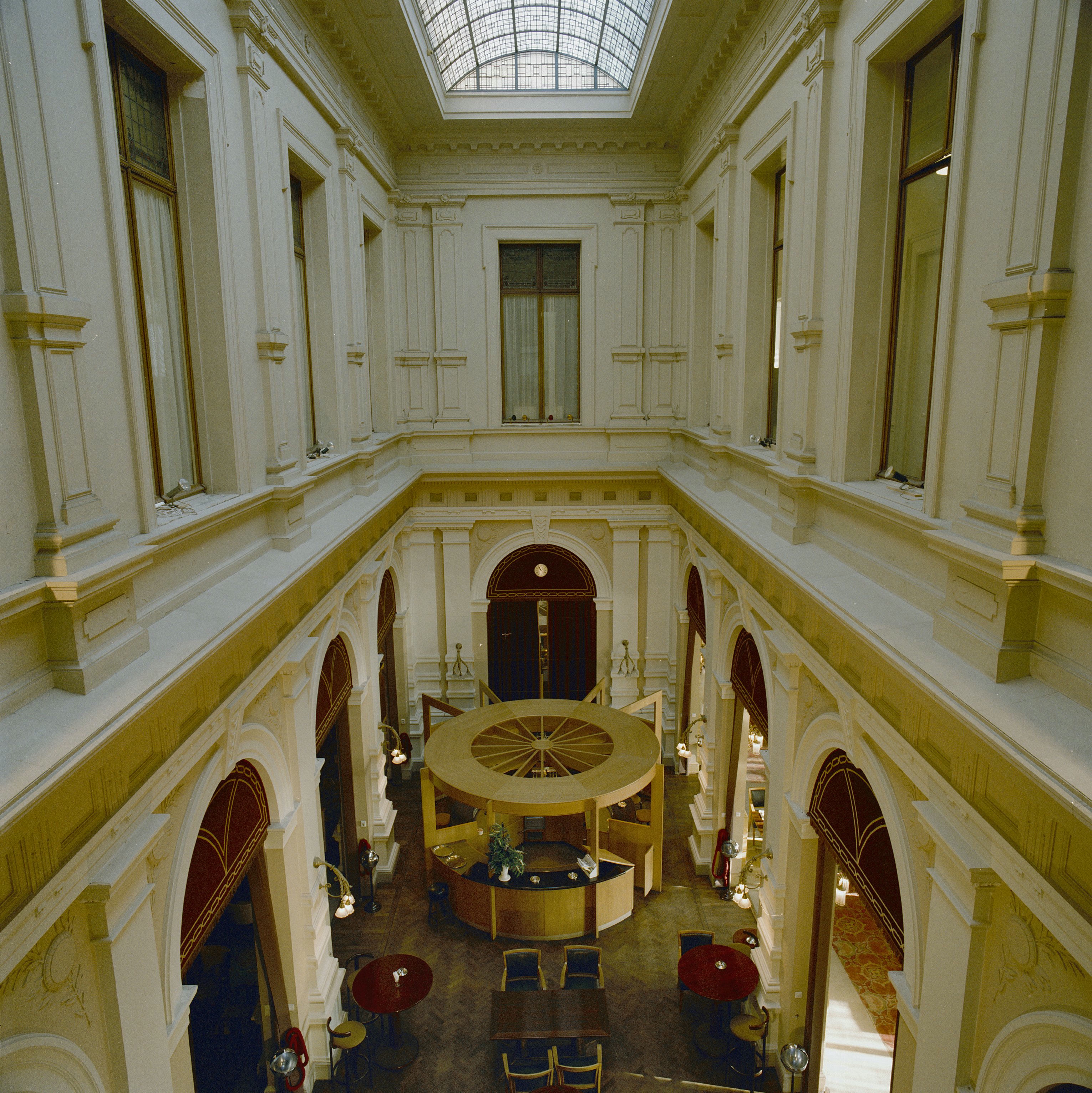
Gaanderij

## Zusterclubs
De sociëteit is verbonden met zusterclubs verspreid over de hele wereld. Er worden in Nederland nauwe contacten onderhouden met de Koninklijke Roei- en Zeilvereeniging De Maas te Rotterdam en de Koninklijke Industrieele Groote Club te Amsterdam. In het buitenland gaat het bijvoorbeeld om de Cercle de l'Union Interalliée te Parijs en Royal Automobile Club te Londen. 

## Littéraire Witte Prijs
Sinds 1977 wordt tweejaarlijks de Littéraire Witte Prijs uitgereikt voor letterkundig werk van een Haagse auteur of over een Haags onderwerp.
| Jaar | Schrijver             | Bekroond werk                                                                   |
| ---- | --------------------- | ------------------------------------------------------------------------------- |
| 1977 | Hella S. Haase        | Een gevaarlijke verhouding of Daal-en-Bergse brieven                            |
| 1979 | Jozef Eijckmans       | De omtrek van een woord                                                         |
| 1981 | Frédéric Bastet       | Een zuil in de mist                                                             |
| 1983 | Inez van Dullemen     | gehele oeuvre                                                                   |
| 1985 | Rico Bulthuis         | De koorddansers                                                                 |
| 1987 | Elisabeth Keesing     | Het volk met lange rokken                                                       |
| 1989 | Helga Ruebsamen       | Op Scheveningen                                                                 |
| 1991 | Margaretha Ferguson   | Angst op Java                                                                   |
| 1993 | niet uitgereikt       | niet uitgereikt                                                                 |
| 1995 | Bart van der Boom     | Den Haag in de Tweede Wereldoorlog                                              |
| 1997 | Jan Siebelink         | Vera                                                                            |
| 2000 | Kees van Kooten       | Levensnevel                                                                     |
| 2002 | Cees Fasseur          | Wilhelmina. De jonge koningin en Wilhelmina. Krijgshaftig in een vormeloze jas. |
| 2004 | Frans Blom            | Constantijn Huygens, Mijn leven verteld aan mijn kinderen                       |
| 2006 | Annejet van der Zijl  | Sonny Boy                                                                       |
| 2008 | Henk Nellen           | Hugo de Groot. Een leven in strijd om de vrede 1583-1645                        |
| 2010 | Wim Willems           | Schrijven met je vuisten De brieven van Tjalie Robinson                         |
| 2012 | Tomas Lieske          | Alles kantelt                                                                   |
| 2014 | Gerard Koolschijn     | Geen sterveling weet                                                            |
| 2016 | Alexander Münninghoff | De stamhouder                                                                   |
| 2018 | Yvonne Keuls          | Oeuvre                                                                          |
| 2020 | Alfred Birney         | Niemand bleef - dagboek van Meneer B.                                           |
| 2022 | Bart Chabot           | Hartritme                                                                       |